# Candice Wilmer
Pour les articles homonymes, voir Wilmer.
Candice Wilmer est un personnage de fiction du feuilleton télévisé américain Heroes (NBC), interprété par Missy Peregrym. Les orthographes « Candice » et « Candace » sont tous les deux utilisés dans cette série ; la chaîne NBC n'a rien indiqué quant à cela.

## Son histoire

### Genesis
À l'origine, son vrai nom est Betty, et elle est obèse. Mais lorsqu'elle se rend compte qu'elle a des pouvoirs, elle s'en sert pour se venger des pom-pom girls de son lycée qui ne se lassent pas de se moquer d'elle. Malheureusement, elle cause indirectement la mort de son meilleur ami Ren. En effet, elle cause la folie d'un des élèves et c'est Ren qui est accusé puis battu à mort. Depuis, elle a pris l'apparence de la sulfureuse Candice.
Thompson la recrute et la nomme partenaire de Noé Bennet après la fuite du haitien. Elle vient chercher l'agent et rencontre sa femme. Peu après, ils voient Isaac Mendez et Candice se fait passer pour Simone afin de lui éviter des ennuis. Par la suite, elle se fait passer pour Sandra Bennet et puis révèle à Thompson que le mari de cette dernière tente de retrouver Claire tout seul. Après l'emprisonnement de l'agent, elle se métamorphose en Claire pour tenter de faire dire à Bennet où se cache sa fille mais en vain. Elle parvient ensuite à capturer Micah en se faisant passer pour sa mère, Niki Sanders pour le compte de M. Linderman. Elle révèle sa véritable identité au petit garçon avant que le chef de la compagnie ne leur rende visite. Elle introduit Micah dans un bureau de vote et lui ordonne de faire gagner Nathan Petrelli pour l'élection. Après la mort de Linderman et de Thompson, elle affronte Niki qui l'assome avant de libérer Micah.

### Générations
Candice récupère Sylar à Kirby Plaza à la suite d'un ordre de la compagnie. Après que la société a presque soigné le tueur et lui a injecté le virus Shanti, le privant de ses pouvoirs, la femme se transforme en Michelle et emmène le meurtrier au Mexique. Elle tente de l'aider mais, furieux de la disparition de ses pouvoirs, Sylar la tue, révélant sa véritable apparence.

## Son pouvoir
Candice a la capacité de créer des illusions quasi parfaites ; elle s'en sert généralement pour prendre l'apparence d'une autre personne. Candice peut également créer des illusions à grande échelle ou cacher des individus grâce à son pouvoir. Bien que Micah suppose que son pouvoir implique une modulation de la lumière, lors de l'épisode vingt-deux (Landslide), il semblerait que cela soit plus complexe. Ainsi, alors qu'elle était métamorphosée en Sandra Bennet, M. Bennet discuta avec elle et l'embrassa sans se douter de quoi que ce soit. De plus, lorsque Sylar se sert de ce pouvoir dans l'épisode vingt (Five Years Gone), les télévisions nationales le montrent tel Nathan Petrelli : les équipements électroniques sont donc également trompés.
Candice peut tromper les 5 sens de ses cibles. Elle s'en sert principalement pour changer son apparence aux yeux des autres.
À plusieurs occasions, Candice a menacé de créer des illusions si horribles que leur cible en deviendrait folle. Dans l'épisode final de la première saison (How to Stop an Exploding Man), elle fait croire à Niki que Micah a été tué alors qu'il est enfermé dans un placard à proximité. Dans l'épisode Parasite (Parasite), elle prend la forme de Simone, criblée de balles, pour se moquer de Isaac Mendez, qui l'a tuée par accident.
Toujours dans l'épisode vingt-deux, Candice révèle, implicitement, que son apparence « normale » (incarnée par Missy Peregrym) est également une illusion lorsque Micah commente ses habitudes alimentaires. Elle le sermonne ensuite sur le jugement fondé sur les apparences. Cependant, lorsque Niki l'assomme dans l'épisode final de la saison une, alors que Candice a pris la forme de Jessica, elle retourne à son apparence physique, interprétée par Missy Peregrym.
Lors de sa mort on a confirmation que sous sa véritable forme, elle est obèse.